# Буйново (Тырговиштская область)
Буйново (болг. Буйново) — село в Болгарии. Находится в Тырговиштской области, входит в общину Тырговиште. Население составляет 639 человек (2022).

## Политическая ситуация
В местном кметстве Буйново, в состав которого входит Буйново, должность кмета (старосты) исполняет Ахмед Хасанов Ахмедов (независимый) по результатам выборов.
Кмет (мэр) общины Тырговиште — Красимир Митев Мирев (Инициативный комитет) по результатам выборов.